# 2024년 하계 올림픽 아제르바이잔 선수단
2024년 하계 올림픽 아제르바이잔 선수단은 2024년 7월 26일부터 8월 11일까지 프랑스 파리에서 열린 2024년 하계 올림픽에 참가한 올림픽 아제르바이잔 선수단이다. 
이는 소련 붕괴 이후 8년 연속 하계 올림픽에 출전하는 국가가 된다.

## 출전 선수
| 종목         | 남자 | 여자 | 전체 |
| ------------ | ---- | ---- | ---- |
| 농구         | 0    | 4    | 4    |
| 레슬링       | 11   | 1    | 12   |
| 배드민턴     | 1    | 1    | 2    |
| 복싱         | 5    | 0    | 5    |
| 사격         | 1    | 0    | 1    |
| 수영         | 1    | 1    | 2    |
| 양궁         | 0    | 1    | 1    |
| 유도         | 7    | 2    | 9    |
| 육상         | 0    | 1    | 1    |
| 조정         | 0    | 1    | 1    |
| 체조         | 0    | 7    | 7    |
| 태권도       | 1    | 0    | 1    |
| 트라이애슬론 | 1    | 0    | 1    |
| 전체         | 28   | 19   | 47   |

## 메달 집계
| 종목 | 1 | 2 | 3 | 합계 |
| 종목 | ' | ' | ' | '    |
| 종목 | ' | ' | ' | '    |
| 종목 | ' | ' | ' | '    |
| 합계 | ' | ' | ' | '    |

## 같이 보기
- 2024년 하계 올림픽